# Cynorkis fastigiata
Cynorkis fastigiata är en orkidéart som beskrevs av Louis Marie Aubert Du Petit-Thouars. Cynorkis fastigiata ingår i släktet Cynorkis, och familjen orkidéer.

## Underarter
Arten delas in i följande underarter:
- C. f. ambatensis
- C. f. fastigiata
- C. f. triphylla